# Augustin Tuncq
Augustin Tuncq, né le 27 août 1746 à Conteville (Somme), mort le 9 février 1800 à Paris, est un général de la Révolution française.

## États de service
Il entre dans l'armée royale comme simple soldat au régiment de Provence en février 1767, est nommé sergent le 1er janvier 1768 et déserte le 30 juin 1770. Il entre comme cavalier dans la maréchaussée de Guyenne le 8 mars 1773 et en démissionne le 19 octobre suivant. Il devient archer-garde dans la compagnie du prévôt général des monnaies le 13 mars 1774. On le retrouve capitaine de grenadiers dans la garde nationale de Chatou en août 1789 ; puis capitaine de chasseurs à la légion des Pyrénées en septembre 1792.
Lors de la Révolution française, il est promu adjudant-général lieutenant-colonel le 16 février 1793; puis chef de brigade le 11 mai 1793. Il est envoyé combattre en Vendée, muté à l' armée des côtes de La Rochelle, en juin 1793. Il remplace le général Sandoz à Luçon, destitué pour fuite, et est promu au grade de général de brigade le 19 juin 1793. Il s'empare de Saint-Philbert-de-Grand-Lieu, de Pont-Charron et de Chantonnay. Il est vainqueur à Bessay et à Luçon le 28 juin suivant.
Le 30 juillet à Luçon, il est attaqué par 15 000 Vendéens qu'il repousse avec seulement 2 400 hommes bien que disposant de l'avantage du terrain. Il s'oppose cependant à son général en chef Jean Antoine Rossignol, commandant en chef de l'Armée des côtes de La Rochelle, qu'il accuse d'incompétence.
Rossignol le fait destituer mais le jour prévu pour son départ, la ville de Luçon est attaquée par les Vendéens. Les représentants en mission Jean François Marie Goupilleau de Fontenay et François-Louis Bourdon lui ordonnent alors de réintégrer temporairement son commandement. Avec 6 000 hommes, il repousse une seconde fois une armée de 35 000 Vendéens le 14 août, puis il occupe Chantonnay. Soutenu par les représentants, cette victoire lui vaut le grade de général de division.
Blessé à la suite d'une chute de cheval, il abandonne son armée le 3 septembre, pour se faire soigner à La Rochelle, mais le 5 septembre, ses troupes sont écrasées par les Vendéens à la bataille de Chantonnay. Son second, le général Lecomte l'accuse d'être responsable de la défaite en n'ayant pris aucune disposition sur les défenses, de l'avoir laissé sans renseignements et d'être parti avec les cartes et les correspondances.
Rossignol en profite, le fait destituer et mettre aux arrêts le 12 septembre. Envoyé à Paris le 31 décembre suivant, accusé par les Hébertistes, il échappe de peu à la guillotine grâce à l'exécution de Hébert et est remis en liberté le 3 septembre 1794.
Il est finalement réintégré dans son grade le 19 novembre suivant. En 1795 il est affecté à l'armée des côtes de Brest, puis prend le commandement de la 4e division à Nantes.
Le général Josnet a fait un rapport au Conseil Militaire pour démasquer sa conduite et le général Hoche le désignait comme « un homme immoral, sans probité et sans talents ». Il avait acquis une triste réputation par les scènes de brigandage qu'il organisa pour s'emparer des recteurs de la région de Tréflez, lesquels, selon lui, mettaient obstacle à ses travaux d'assèchement de marais dans l'Anse de Goulven.
Le 4 mars 1796, il commande la 2e division de l'aile droite, commandée par Ferino, de l'armée de Rhin-et-Moselle de Moreau. Il est encore accusé d'avoir abusé de son autorité et commis des actes de violence dans les territoires occupés. Il est suspendu de ses fonctions le 17 septembre 1796 et arrêté à Phalsbourg le 7 mars 1797; acquitté par le conseil de guerre le 8 août suivant.
Grièvement blessé à la suite d'une chute de voiture, il meurt à Paris à l'Hôpital du Val-de-Grâce le 9 février 1800.